# Айдаров, Михаил Петрович
Михаил Петрович Айдаров (1815—1878) — горный инженер, подполковник Корпуса горных инженеров, изобретатель, рационализатор производства, педагог, помощник начальника Алтайского горного округа; действительный статский советник (1870).

## Биография
Михаил Айдаров родился в 1815 году в Томской губернии в дворянской семье. Получил образование в столице в Горном институте, который успешно окончил в 1834 году.
Из Санкт-Петербурга Айдаров был направлен в Барнаул, где поступил на службу в заводскую химическую лабораторию, в которой с 1838 по 1855 год был управляющим.

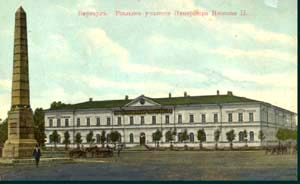
Барнаульское горное училище
(открытка начала XX века)

Одновременно с работой в химлаборатории М. П. Айдаров преподавал аналитическую химию и прикладную механику в Барнаульском горном училище.
Михаил Петрович Айдаров первый занялся изучением металлургических процессов Алтайских заводов и предложил различные способы для их усовершенствования. За внедрение способа обработки жуков и криц в сереброплавильном процессе Локтевского завода он был награжден орденом Святого Владимира 3-й степени.
Труды Айдарова по металлургии на Алтае могут и теперь служить для изучения заводских процессов XIX века. Кроме металлургических работ Айдаров занимался и практической механикой; изобретённый им особый прибор для освобождения рудников от воды посредством мешков описан им в «Горном журнале».
В 1874 году Михаил Петрович Айдаров вышел в почётную отставку и четыре года спустя скончался (1878).